# La Clairvoyance
La Clairvoyance est un tableau du peintre belge René Magritte réalisé en 1936. Cette huile sur toile surréaliste est un autoportrait qui représente l'artiste assis devant son chevalet, occupé à peindre un oiseau en vol en utilisant manifestement un œuf pour modèle. La peinture est conservée au sein de la collection privée de Wilbur Ross et son épouse.